# Monotaxis
Monotaxis – rodzaj ryb z rodziny letrowatych (Lethrinidae).

## Klasyfikacja
Gatunki zaliczane do tego rodzaju:
- Monotaxis grandoculis
- Monotaxis heterodon